# Группа стибиконита
К группе стибиконита отнесены антимонаты различного генезиса, имеющие структуру пирохлора с общей формулой A2B2O6X. Минералы этой группы характеризуются непостоянством состава, обусловленным проявлением изоморфизма и особенностью структуры, в которой возможен дефицит элементов группы A. Внутри группы намечаются изоморфные ряды водных и практически безводных минералов. Крайними членами ряда водных сурьмяно-кальциевых минералов являются стибиконит — сурьмяной член, в котором в группе A резко преобладает Ca; позиции B заняты Sb3+. Кроме того, намечается ряд водных кальциево-свинцово-сурьмяных минералов — от гидроромеита до биндгеймита; в последнем позиции A заняты Pb. Близкий по составу ряд намечается среди безводных минералов; кальциевым членом в нем является в нем является ромеит и свинцовым — монимолит (промежуточный член —  мауцелиит). В партците позиции A медью, в стетефальдите — серебром. Относительно распространенные минералы группы: стибиконит, гидроромеит и биндгеймит. Остальные минералы очень редки.

## Номенклатура
| Название минерала | Формула                             | Сингония   | a0          | Удельный вес |
| ----------------- | ----------------------------------- | ---------- | ----------- | ------------ |
| Стибиконит        | (Sb3+, Ca)2-xSb25+(O,OH)6-7 * n H2O | Кубическая | 1,026—1,027 | 5,1—5,3      |
| Гидроромеит       | Ca2-xSb25+(O,OH)6-7 * n H2O         | Кубическая | 1,026—1,03  | 3,3—4,0      |
| Биндгеймит        | (Pb, Ca)2-xSb25+6-7 * n H2O         | Кубическая | 1,039—1,050 | 4,6—5,6      |
| Ромеит            | (Ca, Na, Fe, Mn)2Sb25+O6(O,OH,F)    | Кубическая | 1,026       | 4,9—5,4      |
| Монимолит         | (Pb Ca, Fe)3Sb25+O8                 | Кубическая | 1,047       | 5,94—7.29    |
| Стетефельдит      | AgySb2-x(O,OH,H2O)6-7               | Кубическая | 1,046       | 4,6          |
| Партцит           | CuySb2-x(O,OH,H2O)6-7               | Кубическая | 1,025       | 2,98—3,96    |